# Jaskinia Niedostępna
Jaskinia Niedostępna – jaskinia w Ojcowskim Parku Narodowym (OPN), w skale Szlachcicowa w orograficznie lewych zboczach wąwozu Koziarnia, który jest lewym odgałęzieniem Doliny Sąspowskiej. Znajduje się w obrębie wsi Sąspów w województwie małopolskim, w powiecie krakowskim, w gminie Jerzmanowice-Przeginia. 

## Opis jaskini
Jaskinia Niedostępna ma dwa otwory znajdujące się jeden nad drugim na północno-zachodniej, pionowej ścianie Skały Szlachcicowej opadającej na łąkę na lewych zboczach wąwozu Koziarnia. Jeden znajduje się na wysokości 4 m, drugi na wysokości 6 m od podstawy ściany. Wejście do nich możliwe jest dość trudną wspinaczką skalną (IV+ w skali polskiej) lub zjazdem na linie ze szczytu skały. Skała znajduje się jednak w OPN i do penetracji jaskini niezbędna jest zgoda dyrekcji parku.
Obydwa otwory jaskini po kilku metrach łączą się w jeden korytarz mający długość ponad 30 m. Stanowi on zasadniczą część jaskini. W końcowej części rozgałęzia się on na kilka niewielkich odnóg połączonych kominkiem.